# 森田美由紀
森田 美由紀（もりた みゆき、1959年〈昭和34年〉11月8日 - ）は、フリーアナウンサー。NHKの元エグゼクティブアナウンサー（局次長級）。

## 人物
札幌市立南小学校、札幌市立柏中学校、北海道札幌南高等学校、北海道大学文学部卒業。高校時代は岩田聡と同級生。大学では英文学を専攻した。
大学在学中に教員免許を取得し、卒業後は学校教員を志望。そこで社会人経験を積んでおこうとの思いから、就職活動は百貨店や子供に関するグッズ等を扱う会社を中心に行うが、どこからも内定を得られずにいた。1984年（昭和59年）にNHK札幌FMラジオのDJ募集選考に応募。DJとしては採用されなかったが、ニュース番組担当のスタッフの目に留まって契約職員として採用される。その後上司の勧めもあり正職員採用試験を受けて、1987年（昭和62年）にアナウンサーとなり、引き続き札幌局に在籍。
1988年（昭和63年）の改編で、NHK放送センター（東京都渋谷区）に異動となり、『イブニングネットワーク』と『7時のニュース』サブキャスターに就任。その後も『NHKニュース21』『NHKニュース7』『NHKニュース10』など、報道番組を中心に数々の番組を担当。2007年（平成19年）4月から一度札幌局へ戻ったが、2010年（平成22年）4月の異動で登坂淳一と入れ替わる形で再び東京勤務となっている。
局内でのニュースキャスターとしての評判は良く、「ニュースの森田」と呼ばれたこともある。
民主党から、2007年7月の第21回参議院議員通常選挙に比例代表区候補での出馬を打診されたことがあったが、これを辞退した。
課長級チーフアナウンサーから、2002年部次長級、2008年部長級（D5）に昇進。2014年（平成26年）6月13日付の管理職の人事異動で、シニアアナウンサーからエグゼクティブ・アナウンサーへ昇進。2024年（令和6年）誕生月（11月）いっぱいで、NHKを定年退職し、フリーランスとして引き続き番組担当を継続している。

## 現在の担当番組
- ラジオ深夜便 （2013年度 - [6]）
  - 2013年度は第2・4月曜、2014年度以後第2・4土曜アンカー。2015年6月からは日曜日の特集企画「奥田佳道の”クラシック”の遺伝子」のアシスタントも担当。2019年度は、第2土曜日のみ担当
- あの日 あのとき あの番組 キャスター（2015年4月12日・戦後70年 日本人 はなぜ 戦争 へと向かったのか 〜外交 敗戦 - 回から/「NHKアーカイブス」時代から続投）
- チコちゃんに叱られる! （2017年3月24日・同年8月2日・同年12月27日・2018年度 - ） ナレーション
  - 2023年からは番組エンディングで「サザエさん (テレビアニメ)」風次回予告も行っている。
- 沁みる夜汽車 （2019年4月1日 - ） ナレーション
- ニッポンの里山 ふるさとの絶景に出会う旅（ナレーション：不定期）

## 過去の担当番組

### 札幌放送局（第一期）時代
- ニュースネットほっかいどう
- 北海道ニュースワイド 土曜（サブキャスター[7]）
- カルガリー From サッポロ（1988年カルガリー冬季オリンピック衛星放送中継番組）

### 東京アナウンス室時代
報道番組
| 期間      | 期間      | 番組名                 | 役職                     |
| --------- | --------- | ---------------------- | ------------------------ |
| 1988年4月 | 1990年3月 | イブニングネットワーク | サブキャスター           |
| 1988年4月 | 1990年3月 | NHKニュース (午後7時)  | 月～金曜版サブキャスター |
| 1988年4月 | 1989年3月 | ニュースセンター845    | キャスター               |
| 1990年4月 | 1993年3月 | NHKニュース21          | サブキャスター           |
| 1993年4月 | 1994年3月 | NHKニュース (正午)     | 土・日曜版担当キャスター |
| 1993年4月 | 1995年3月 | NHKニュース7           | 土・日曜版担当キャスター |
| 1995年4月 | 2000年3月 | NHKニュース7           | 月～金曜版担当キャスター |
| 2001年4月 | 2004年3月 | NHKニュース10          | サブキャスター           |

ドキュメンタリー・教養・特別番組・その他
- トップインタビュー（きき手）
- 第44回NHK紅白歌合戦（1993.12.31）総合司会
- NHKスペシャル「テクノパワー〜知られざる建設技術の世界」（1993年）ナレーション
- 21世紀に残したい日本の風景（2000）総合司会
- NHKスペシャル「四大文明」（2000）ナレーション
- NHKスペシャル「日本人はるかな旅」（2001）案内役
- 芸術劇場 劇場への招待（2004年度 - 2006年度）案内役
- NHKスペシャル 「同時3点ドキュメント」 ナレーション
- あなたが主役 音楽のある街で 司会（2004 - 2006年度）
- NHKスペシャル「明治」（2005）ナレーション
- NHKスペシャル「シリーズ・同時3点ドキュメント」（2006）ナレーション
- ETV特集（ - 2007年3月）キャスター

### 札幌復帰後
- ロイヤルシート ウィーン・フィル ニューイヤー・コンサート2007（2007.4.8）
- とっておき世界遺産100（『流氷と氷河の恵み』2007.4.28）
- 北海道スペシャル（2007年度）
- 北海道ひと物語（2007年度-2009年度）
- データマップ北海道（2007-2009年度）
- ほくほくテレビニュースあさひかわ（2007.8.28）リリーフ
- ウィーン・フィル ニューイヤー・コンサート2009（2009.1.1）
- まもなく!　北海道・ご当地グルメ応援団（2009.10.12）
- まるごとニュース北海道（2008年度-2009年度）
- まるごと645（帯広局）リリーフ

### 東京再異動後
- 小さな旅（2010年度）
- 江〜姫たちの戦国〜（2011年1月 - 11月）江紀行ナレーション
- ニッポンの里山 ふるさとの絶景に出会う旅
- 2011年3月の東北地方太平洋沖地震では、福島放送局に応援で派遣され、災害情報を中心にローカルニュースを担当した。
- 日曜美術館（2011・2012年度）
- ワイルドライフ （BSプレミアム、2011年4月4日 - 、不定期） ナレーション
- 1964東京オリンピック（2013年8月）ナレーション
- 5分でわかる 大河ドラマ 花燃ゆ（2015年1月4日 - 2015年12月16日）ナレーション ※第2回までの番組タイトルは大河ドラマ 花燃ゆ ダイジェスト
- Nスペ5min. “26兆円”復興はどれだけ進んだか 原発メルトダウン 危機の88時間（2016年3月12日）ナレーション ※担当予定だった礒野佑子の代理のため
- “鉄人”の闘志 永遠に～追悼・衣笠祥雄さん～（2018年4月30日） 司会
- 沁みる夜汽車 （2019年4月1日 - 、BS1） ナレーション
- BS1スペシャル「沁みる夜汽車 2019夏」（2019年7月20日、BS1） - ナレーション

## その他
- ジャズ、プログレッシブ・ロックのファン。
- “ミスNHK”の呼び声が高い。1999年にNHKニュース7を風邪で2週間欠席した際には、テレビ画面に現れなくなったことから視聴者から体調を気遣うファンレターが200通も届いたという。
- 2005（平成17）年に開催された2005年日本国際博覧会（愛・地球博）内の映像を収録した「愛・地球博　公式記録映像」（DVD）のナレーションを務めた。
- 自身のアイドルはデヴィッド・ボウイと語っている[8]。